# Zweispitz (Werkzeug)

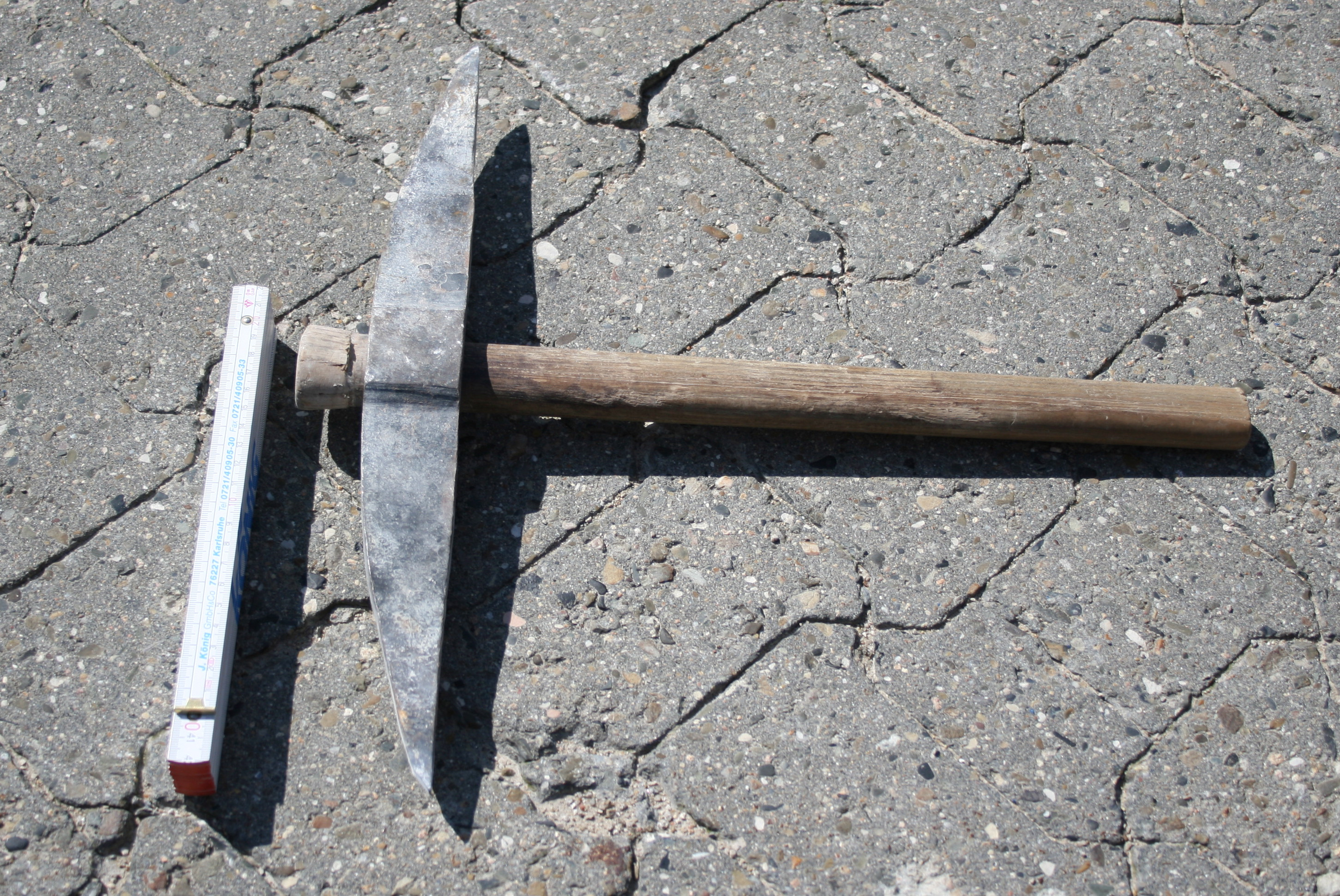
Zweispitz

Der Zweispitz ist, wie das Steinbeil, ein zweihändig geführtes Handwerkzeug eines Steinmetzen, das noch aus dem Mittelalter stammt. Er wird zum Zurichten von Rohblöcken und zur groben Flächenbearbeitung bei Weichgesteinen (Marmor, Kalkstein, Sandstein) verwendet. Der rautenförmige Metallkörper sitzt wie beim Steinbeil auf einem Stiel, hat aber anstatt flacher Schneiden an beiden Enden je eine Spitze. Das Gewicht des Geräts beträgt 3 bis 5 Kilogramm.

## Ähnliche Werkzeuge
- Spitzeisen
- Hundezahn
- Krönel
- Pickel

## Berufe
- Steinhauer
- Steinmetz
- Steinbildhauer